# 1985年の野球
1985年の野球（1985ねんのやきゅう）では、1985年の野球界における動向をまとめる。

## 競技結果

### 日本プロ野球

#### ペナントレース
| 順位 | 球団               | 勝 | 敗 | 分 | 勝率 | 差   |
| 1位  | 阪神タイガース     | 74 | 49 | 7  | .602 | 優勝 |
| 2位  | 広島東洋カープ     | 68 | 57 | 5  | .544 | 7.0  |
| 3位  | 読売ジャイアンツ   | 61 | 60 | 9  | .504 | 12.0 |
| 4位  | 横浜大洋ホエールズ | 57 | 61 | 12 | .483 | 14.5 |
| 5位  | 中日ドラゴンズ     | 56 | 61 | 13 | .479 | 15.0 |
| 6位  | ヤクルトスワローズ | 46 | 74 | 10 | .383 | 26.5 |

| 順位 | 球団                 | 勝 | 敗 | 分 | 勝率  | 差   |
| 1位  | 西武ライオンズ       | 79 | 45 | 6  | .637  | 優勝 |
| 2位  | ロッテオリオンズ     | 64 | 60 | 6  | .516  | 15.0 |
| 3位  | 近鉄バファローズ     | 63 | 60 | 7  | .5122 | 15.5 |
| 4位  | 阪急ブレーブス       | 64 | 61 | 5  | .5120 | 15.5 |
| 5位  | 日本ハムファイターズ | 53 | 65 | 12 | .449  | 23.0 |
| 6位  | 南海ホークス         | 44 | 76 | 10 | .367  | 33.0 |

#### 日本シリーズ
| 日付                           | 試合   | ビジター球団（先攻） | スコア | ホーム球団（後攻） | 開催球場           |
| ------------------------------ | ------ | -------------------- | ------ | ------------------ | ------------------ |
| 10月26日（土）                 | 第1戦  | 阪神タイガース       | 3 - 0  | 西武ライオンズ     | 西武ライオンズ球場 |
| 10月27日（日）                 | 第2戦  | 阪神タイガース       | 2 - 1  | 西武ライオンズ     | 西武ライオンズ球場 |
| 10月28日（月）                 | 移動日 | 移動日               | 移動日 | 移動日             | 移動日             |
| 10月29日（火）                 | 第3戦  | 西武ライオンズ       | 6 - 4  | 阪神タイガース     | 阪神甲子園球場     |
| 10月30日（水）                 | 第4戦  | 西武ライオンズ       | 4 - 2  | 阪神タイガース     | 阪神甲子園球場     |
| 10月31日（木）                 | 第5戦  | 西武ライオンズ       | 2 - 7  | 阪神タイガース     | 阪神甲子園球場     |
| 11月1日（金）                  | 移動日 | 移動日               | 移動日 | 移動日             | 移動日             |
| 11月2日（土）                  | 第6戦  | 阪神タイガース       | 9 - 3  | 西武ライオンズ     | 西武ライオンズ球場 |
| 優勝：阪神タイガース（初優勝） |        |                      |        |                    |                    |

#### 個人タイトル
|                | セントラル・リーグ | セントラル・リーグ | セントラル・リーグ | パシフィック・リーグ                  | パシフィック・リーグ      | パシフィック・リーグ |
| タイトル       | 選手               | 球団               | 成績               | 選手                                  | 球団                      | 成績                 |
| -------------- | ------------------ | ------------------ | ------------------ | ------------------------------------- | ------------------------- | -------------------- |
| 最優秀選手     | バース             | 阪神               |                    | 落合博満                              | ロッテ                    |                      |
| 最優秀新人     | 川端順             | 広島               |                    | 熊野輝光                              | 阪急                      |                      |
| 最優秀投手     | 小松辰雄           | 中日               |                    |                                       |                           |                      |
| 沢村栄治賞     | 小松辰雄           | 中日               |                    |                                       |                           |                      |
| 首位打者       | バース             | 阪神               | .350               | 落合博満                              | ロッテ                    | .367                 |
| 最多本塁打     | バース             | 阪神               | 54本               | 落合博満                              | ロッテ                    | 52本                 |
| 最多打点       | バース             | 阪神               | 134点              | 落合博満                              | ロッテ                    | 146点                |
| 最多盗塁       | 高橋慶彦           | 広島               | 73盗塁             | 松永浩美                              | 阪急                      | 38盗塁               |
| 最多安打       | バース             | 阪神               | 174安打            | ブーマー                              | 阪急                      | 173安打              |
| 最高出塁率     | バース             | 阪神               | .428               | 落合博満                              | ロッテ                    | .481                 |
| 最多勝利打点   | バース             | 阪神               | 22打点             | 古屋英夫 落合博満 秋山幸二 R.デービス | 日本ハム ロッテ 西武 近鉄 | 12打点               |
| 最優秀防御率   | 小松辰雄           | 中日               | 2.65               | 工藤公康                              | 西武                      | 2.76                 |
| 最多勝利       | 小松辰雄           | 中日               | 17勝               | 佐藤義則                              | 阪急                      | 21勝                 |
| 最多奪三振     | 小松辰雄           | 中日               | 172奪三振          | 佐藤義則                              | 阪急                      | 188奪三振            |
| 最高勝率       | 北別府学           | 広島               | .727               | 石本貴昭                              | 近鉄                      | .864                 |
| 最優秀救援投手 | 中西清起           | 阪神               | 30SP               | 石本貴昭                              | 近鉄                      | 26SP                 |

#### ベストナイン
|          | セントラル・リーグ | セントラル・リーグ | パシフィック・リーグ | パシフィック・リーグ |
| 守備位置 | 選手               | 球団               | 選手                 | 球団                 |
| -------- | ------------------ | ------------------ | -------------------- | -------------------- |
| 投手     | 小松辰雄           | 中日               | 東尾修               | 西武                 |
| 捕手     | 八重樫幸雄         | ヤクルト           | 伊東勤               | 西武                 |
| 一塁手   | バース             | 阪神               | R.デービス           | 近鉄                 |
| 二塁手   | 岡田彰布           | 阪神               | 西村徳文             | ロッテ               |
| 三塁手   | 掛布雅之           | 阪神               | 落合博満             | ロッテ               |
| 遊撃手   | 高木豊             | 大洋               | 石毛宏典             | 西武                 |
| 外野手   | 杉浦享             | ヤクルト           | 金森永時             | 西武                 |
| 外野手   | 真弓明信           | 阪神               | 熊野輝光             | 阪急                 |
| 外野手   | 山崎隆造           | 広島               | 横田真之             | ロッテ               |
| 指名打者 |                    |                    | L.リー               | ロッテ               |

#### ダイヤモンドグラブ賞
|          | セントラル・リーグ | セントラル・リーグ | パシフィック・リーグ | パシフィック・リーグ |
| 守備位置 | 選手               | 球団               | 選手                 | 球団                 |
| -------- | ------------------ | ------------------ | -------------------- | -------------------- |
| 投手     | 西本聖             | 巨人               | 東尾修               | 西武                 |
| 捕手     | 木戸克彦           | 阪神               | 伊東勤               | 西武                 |
| 一塁手   | 中畑清             | 巨人               | 山本功児             | ロッテ               |
| 二塁手   | 岡田彰布           | 阪神               | 西村徳文             | ロッテ               |
| 三塁手   | 掛布雅之           | 阪神               | 古屋英夫             | 日本ハム             |
| 遊撃手   | 平田勝男           | 阪神               | 石毛宏典             | ロッテ               |
| 外野手   | 平野謙             | 中日               | 金森永時             | 西武                 |
| 外野手   | 屋鋪要             | 大洋               | 簑田浩二             | 阪急                 |
| 外野手   | 山崎隆造           | 広島               | 島田誠               | 日本ハム             |

### 高校野球
- 第57回選抜高等学校野球大会優勝：伊野商業（高知県）
- 第67回全国高等学校野球選手権大会優勝：PL学園（大阪府）

### 大学野球
- 第34回全日本大学野球選手権大会優勝：法政大
- 第16回明治神宮野球大会優勝：慶応義塾大

- 東京六大学野球連盟優勝 春：法政大、秋：慶応義塾大
- 東都大学野球連盟優勝 春：東洋大、秋：駒澤大
- 関西学生野球連盟優勝 春：近畿大、秋：近畿大

### 社会人野球
- 第56回都市対抗野球大会優勝：日本生命
- 第12回社会人野球日本選手権大会優勝：本田技研

### メジャーリーグ
- ワールドシリーズ：カンザスシティ・ロイヤルズ（4勝3敗）セントルイス・カージナルス
  - ナショナルリーグ東地区優勝：セントルイス・カージナルス
  - ナショナルリーグ西地区優勝：ロサンゼルス・ドジャース
  - アメリカンリーグ東地区優勝：トロント・ブルージェイズ
  - アメリカンリーグ西地区優勝：カンザスシティ・ロイヤルズ

## できごと

### 1月
- 1月7日 - 【MLB】ルー・ブロックとホイト・ウィルヘルムのアメリカ野球殿堂入りが、全米野球記者協会の投票によって決定[3]。
- 1月9日
  - 社団法人日本プロ野球選手会が日本プロ野球機構との労使交渉のため「日本プロ野球選手会」を設立。これまでの社団法人では定款では公益事業しかできないため[4]。
  - 元西武の江夏豊の引退式が、スポーツ誌『Number』の主催で多摩市の一本杉球場にて行われる[5]。
- 1月23日 - 野球体育博物館に掲載される野球人を決定する競技者表彰委員会の投票が開票され、杉下茂、白石勝巳、故荒巻淳の日本野球殿堂入りが決定[6]。
- 1月24日 - 中日の田尾安志と西武の杉本正・大石友好のトレードが成立したと中日、西武両球団が発表[7]。
- 1月28日 - 野球体育博物館に掲載される野球人を選出する特別賞小委員会が開かれ、故山内以九士と田中勝雄の野球殿堂入りを決定[8]。

### 2月
- 2月21日 - 日本社会人野球協会が日本野球連盟に名称変更。

### 3月
- 3月13日 - プロ野球実行委員会にて日本プロ野球コミッショナーの下田武三が3期目に立候補しないことを表明し、了承される[9]。
- 3月16日 - 阪神は打撃投手の益山性旭と選手契約を結ぶ[10]。
- 3月18日 - 巨人の西本和美と日本ハムの山本勝哉のトレードが成立したと巨人、日本ハム両球団が発表[11]。
- 3月28日 - 第57回選抜高等学校野球大会が阪神甲子園球場で開幕。
- 3月30日 - 大洋は株主総会を開き、常務取締役兼球団代表の柴山二郎が常任監査役に、球団社長の塩谷政徳が球団代表を兼務することを承認[12]。

### 4月
- 4月6日
  - パシフィック・リーグの公式戦が開幕[13]。
  - 阪急の簑田浩二が西宮球場での対南海1回戦の六回裏に1号本塁打を放ち、プロ通算150本塁打を達成[14]。
- 4月7日 - 第57回選抜高等学校野球大会の決勝戦が阪神甲子園球場で行われ、伊野商が帝京を4-0で破り初優勝[15]。
- 4月9日 - 南海ホークスの河埜敬幸が大阪球場での対近鉄戦1回の六回裏に安打を放ち、プロ通算1000安打達成。前年達成した兄の巨人の河埜和正と合わせて、日本プロ野球史上2例目、日本人では初の兄弟で達成[16]。
- 4月10日
  - 阪急の今井雄太郎が西宮球場での対ロッテ2回戦で勝利投手となり、プロ通算100勝を達成[17]。
  - ヤクルトスワローズは株主総会と役員会を開き、球団社長の佐藤邦雄が退任し球団代表の相馬和夫が後任の社長に、また相馬の後任の球団代表に田口周が就任することを決定[18]。
- 4月12日 - プロ野球セントラル・リーグの開幕戦だったが、予定の全3試合が雨天中止となる[19]。
- 4月14日 - ロッテオリオンズの村田兆治が川崎球場での対西武2回戦に先発し155球2失点で完投し、1982年5月7日対日本ハム戦以来1,073日ぶりの勝利投手となる[20]。
- 4月17日 - 阪神甲子園球場での阪神対読売ジャイアンツ1回戦において、阪神は七回裏の攻撃でランディ・バースが1号3点本塁打、掛布雅之2号本塁打、岡田彰布1号本塁打とバックスクリーンへ3者連続本塁打（バックスクリーン三連発）を記録[21]。
- 4月23日 - 近鉄バファローズの仲根政裕が藤井寺球場での対南海3回戦の六回裏に2号3点本塁打を放ち、これがプロ野球通算5万本目の本塁打となる[22]。

### 5月
- 5月5日 - 西武球場での西武対阪急5回戦で、阪急、西武ともに毎回安打。両チーム毎回安打は1954年8月15日西鉄対南海戦以来2度目[23]。
- 5月8日 - ヤクルトの若松勉が横浜スタジアムでの対横浜大洋ホエールズ4回戦で3号、4号本塁打を放ち、プロ通算200本塁打[24]。
- 5月21日 - 近鉄の栗橋茂が大阪球場での対南海8回戦でサイクル安打を達成[25]。
- 5月22日
  - 西武の岡村隆則が平和台球場での対ロッテ8回戦でサイクル安打を達成[26]。
  - 日本ハムの島田誠が西宮球場での対阪急6回戦の三回表に安打を放ち、プロ通算1000安打を達成[27]。

### 6月
- 6月2日 - ヤクルトのボビー・マルカーノが旭川スタルヒン球場での対広島8回戦の三回表に安打を放ち、与那嶺要の持つ外国人選手最多の通算1338安打を記録[28]。
- 6月4日
  - 西武の郭泰源が平和台球場での対日本ハム9回戦でノーヒットノーランを達成[29]。
  - 巨人の江川卓が甲子園球場での対阪神10回戦で勝利投手となり、プロ通算100勝を達成[30]。
- 6月6日 - 阪神の山本和行が甲子園球場での対巨人11回戦の7回からリリーフ登板して勝利投手となり、プロ通算100勝を達成[31]。
- 6月9日 - 日本ハムファイターズの田中幸雄が後楽園球場での対近鉄9回戦でノーヒットノーランを達成[32]。
- 6月12日
  - 阪急の福本豊が後楽園球場での対日本ハム11回戦にスタメンで出場し、プロ通算2000試合出場を達成[33]。
  - 西武の東尾修が西武球場での対近鉄7回戦に先発し、プロ通算600試合登板を達成[34]。
- 6月13日 - 広島の山本浩二が広島市民球場での対阪神9回戦の三回裏に適時打を放ち、プロ通算4000塁打を達成[35]。
- 6月15日
  - ヤクルトの杉浦享がナゴヤ球場での対中日8回戦の四回表に安打を放ち、プロ通算1000安打を達成[36]。
  - ロッテのレロン・リーが松江での対阪急11回戦に出場し、プロ野球通算1000試合出場を達成[37]。
- 6月23日 - 阪神の掛布雅之が横浜スタジアムでの対大洋12回戦の七回表に17号本塁打を放ち、プロ通算300本塁打を達成[38]。
- 6月26日 - 日本ハムの島田誠が藤井寺球場での対近鉄10回戦に出場し、プロ通算1000試合出場を達成[39]。
- 6月27日 - 巨人の西本聖が後楽園球場での対ヤクルト14回戦で勝利投手となり、プロ通算100勝を達成[40]。
- 6月28日 - 巨人の槙原寛巳が甲子園球場での対阪神13回戦の七回表に1号本塁打を放ち、これが球団通算5000号本塁打となる[41]。

### 7月
- 7月4日 - 【MLB】アトランタのフルトン・カウンティ・スタジアムで行われたアトランタ・ブレーブス対ニューヨーク・メッツは延長19回、16-13のスコアでメッツが勝ったが、試合終了は翌7月5日の午前3時15分。現時点でメジャー史上最も遅い試合終了時刻。
- 7月5日 - 広島の衣笠祥雄が甲子園球場での対阪神10回戦の6回表に二塁打を放ち通算4000塁打、8回表に15号本塁打を放ちプロ通算450本塁打を達成[42]。
- 7月6日 - 広島の高橋慶彦が甲子園球場での対阪神11回戦の8回表に二盗を決め、プロ通算300盗塁を達成[43]。
- 7月10日
  - 阪急の山田久志が川崎球場での対ロッテ14回戦に先発して9勝目を挙げ、プロ通算250勝を達成[44]。
  - 阪神の真弓明信が甲子園球場での対ヤクルト12回戦の1回裏に15号本塁打を放ち、プロ通算150本塁打を達成[45]。
  - 近鉄の鈴木啓示が球団代表の山崎弘海に対し現役引退を申し入れる[46]。
- 7月11日
  - ロッテオリオンズの有藤道世が川崎球場での対阪急15回戦の6回裏に二塁打を放ち、プロ通算2000安打を達成[47]。
  - 近鉄の鈴木啓示が兵庫県西宮市内の自宅で記者会見し、現役引退の意向を明らかにする[48]。
- 7月13日
  - 阪神の岡田彰布が後楽園球場での巨人戦で9回表に代打で出場して15号本塁打を放ち、プロ通算100本塁打を達成[49]。
  - 近鉄は引退を表明した鈴木啓示を球団事務所に呼び現役続行するよう慰留したが、鈴木が固辞したため、慰留を断念。鈴木はオールスター戦に監督推薦での出場が決定していたが、全パ監督の阪急の上田利治が住む大阪府豊中市の自宅を訪れ、出場辞退を申し入れた[50]。
- 7月15日 - 近鉄の鈴木啓示が大阪市の天王寺都ホテルにて記者会見を行い、引退を正式に表明。球団は鈴木の任意引退の手続きを行う。
- 7月16日 - ロッテの西井哲夫が川崎球場での対日本ハム9回戦の9回表1イニングに登板し、プロ通算500試合登板を達成[51]。
- 7月17日 - 近鉄の羽田耕一が西武球場での対西武11回戦に先発出場し、プロ通算1500試合出場を達成[52]。
- 7月23日 - 藤井寺球場で史上初の開催となるオールスターゲームの第3戦が行われ、広島の山本浩二がオールスター新記録の通算14本塁打[53]。
- 7月26日
  - 広島の山本浩二がナゴヤ球場での対中日12回戦の2回表に15号本塁打を放ち、プロ通算500本塁打を達成[54]。
  - 阪急の福本豊が西宮球場での対日本ハム17回戦の6回裏に三塁打を放ちこれでプロ通算107三塁打となり、毒島章一の持つプロ野球通算最多三塁打106本の記録を更新[55]。
- 7月27日 - 阪急の山田久志が西宮球場での対日本ハム18回戦に先発して完投して11勝目を挙げ、プロ通算250完投を達成[56]。
- 7月30日 - 巨人は広島球場での対広島12回戦で、登板した6投手で合計16四死球を記録し1試合のチーム最多与四球のワースト新記録[57]。

### 8月
- 8月1日 - 元松山商監督・一色俊作が新田高校監督に就任。
- 8月4日 - 【MLB】シカゴ・ホワイトソックスのトム・シーバーが通算300勝を、カリフォルニア・エンゼルスのロッド・カルーが通算3000安打を達成。
- 8月4日 - 広島の北別府学が横浜スタジアムでの対大洋16回戦の8回表にジェリー・ホワイトから三振を奪い、プロ通算1000奪三振達成[58]。
- 8月5日 - プロ野球コミッショナー事務局長の井原宏が東京・銀座のセ・リーグ事務所にコミッショナー代行の川島廣守を訪ね、高齢と家庭の事情を理由に辞任を申し出る[59]。
- 8月6日 - 【MLB】メジャーリーグ選手会がストライキを行うが、 翌7日に妥結。試合は後日行われる。
- 8月8日
  - 近鉄のリチャード・デービスが西武球場での対西武15回戦の2回表に工藤公康から26号本塁打を放ち、パ・リーグタイ記録の6試合連続本塁打、史上4人目[60]。
  - 第67回全国高等学校野球選手権大会が甲子園で開幕。
- 8月10日 - 横浜大洋ホエールズのレオン・リーが広島球場での対広島戦18回戦で、初回に津田恒美から19号満塁本塁打を放ち通算200本塁打。また、3回表には20号2点本塁打、5回表には21号3点本塁打、7回表には適時安打を放ち、1試合10打点のセ・リーグ新記録[61]。
- 8月12日 - 日本航空123便墜落事故が発生し、搭乗していた阪神タイガース球団社長の中埜肇と元広島カープの竹下元章が事故で没する[62]。
- 8月14日 - 第67回全国高等学校野球選手権大会2回戦、PL学園対東海大山形戦においてPL学園が大会史上初となる毎回得点の29-7で勝利する。
- 8月15日 - 大洋の高木由一が6回表に1号本塁打を放ち、プロ通算100本塁打を達成[63]。
- 8月16日
  - 大洋の田代富雄が横浜スタジアムでの対巨人18回戦の3回裏に19号2点本塁打を放ち、プロ通算250本塁打を達成[64]。
  - 西武の石毛宏典が西武球場での対阪急17回戦の5回裏に22号本塁打を放ち、プロ通算100本塁打を達成[65]。
- 8月17日
  - 12日に発生した日本航空123便墜落事故で、阪神球団社長の中埜肇の遺体が遺族により確認される[62]。
  - 阪神の中田良弘が広島市民球場での対広島16回戦に先発して敗戦投手となり、81年7月10日対巨人15回戦以来続いていた連勝が18で止まる。
- 8月21日 - 第67回全国高校野球選手権大会決勝戦で、大阪府代表のPL学園が山口県代表の宇部商に4-3で勝利し、1983年夏（第65回）以来2年ぶり3度目の優勝。清原和博が1大会新記録となる通算5本塁打を記録。桑田真澄も勝利投手となり、春夏の甲子園での通算勝利数歴代2位となる20勝目を挙げる。
- 8月23日 - ナゴヤ球場での近鉄対阪急17回戦で羽田耕一が3回裏に10号2点本塁打を放ち、プロ通算200本塁打を達成[66]。阪急の石嶺和彦が8回表に岩本好広の代打で出場し9号本塁打を打ち、パ・リーグタイ記録のシーズン代打本塁打6本[67]。
- 8月27日 - ヤクルトの若松勉が神宮球場での対大洋13回戦の九回裏に安打を打ち、プロ通算3000塁打を達成[68]
- 8月30日 - 阪神の弘田澄男が甲子園球場での対大洋19回戦の四回裏に代打で出場し、プロ通算1500試合出場を達成[69]

### 9月
- 9月10日 - 阪神が横浜スタジアムでの対大洋21回戦でセ・リーグ新記録の1試合10二塁打を記録[70]。
- 9月11日
  - ヤクルトの杉浦享が神宮球場での対広島23回戦の4回裏に29号2点本塁打、6回裏に30号本塁打を放ちプロ通算150本塁打を達成[71]。
  - 【MLB】シンシナティ・レッズのピート・ローズがタイ・カッブの保持していた通算4191安打のメジャー記録を更新する4192安打目を記録。
- 9月17日 - 阪急の福本豊が後楽園球場での対日本ハム24回戦の一回表に10号本塁打を放ち、プロ通算1500得点を達成[72]。
- 9月18日 - 大阪球場での南海対近鉄25回戦で、南海がパ・リーグ新記録の25得点。南海は25対4で勝利[73]。
- 9月27日 - 広島の監督の古葉竹識が監督辞任を表明[74]。
- 9月29日 - 広島の監督の古葉竹識がオーナーの松田耕平に監督の辞任を申し出て了承される[75]。

### 10月
- 10月1日 - ロッテの落合博満が後楽園球場での対日本ハム19回戦で球団新記録となる44号本塁打を打つ。レロン・リーが5打数4安打を記録して通算打数が4002となり、通算打率でヤクルト・若松勉の3割2分2厘を抜いて3割2分4厘でトップに立つ[76]。
- 10月6日 - 【MLB】ニューヨーク・ヤンキースのフィル・ニークロが通算300勝を達成。46歳での達成は史上最年長。
- 10月8日 - 西武は監督の広岡達朗が痛風の治療のため監督を一時休養し、コーチの黒江透修が監督代行を務めることに[77]。
- 10月9日
  - 西武が藤井寺球場での対近鉄25回戦で近鉄を6対3と破り、2年ぶり3度目のリーグ優勝を達成[78]。
  - ヤクルトの若松勉が甲子園球場での対阪神22回戦の5回表に安打を放ち、プロ通算2000安打を達成[79]。
- 10月10日 - 阪急はジョー・ヒックスの解雇を決定[80]。
- 10月12日 - 阪神のランディ・バースが広島市民球場での対広島25回戦で7回表に大野豊から49号本塁打を放ち、外国人選手のプロ野球シーズン最多本塁打の新記録[81]・阪神のシーズン最多本塁打[81]・セ・リーグ最多記録となる21勝利打点[81]・セ・リーグ新記録となる年間チーム最多本塁打206本を同時に達成[82]。
- 10月16日 - ヤクルト対阪神23回戦が神宮球場で行われ、延長10回5対5の時間切れ引き分けとなり、阪神が2リーグ制後で21年ぶり3度目、1リーグ時代から通算7回目のセ・リーグ優勝を達成[83]。
- 10月18日 - 阪急の水谷実雄が記者会見し、現役引退を表明[84]。
- 10月21日 - 南海はクリス・ナイマンを球団事務所に呼び、今季限りでの解雇を通告した[85]。
- 10月22日 - 後楽園球場での日本ハム対西武のダブルヘッダー25、26回戦が行われ、パ・リーグの全日程が終了。ロッテの落合博満が1982年以来自身2回目の三冠王を達成[86]。
- 10月23日
  - 中日の谷沢健一が広島市民球場での対広島24回戦の4回裏に安打を放ち、プロ通算2000安打を達成[87]。
  - 広島の池谷公二郎が現役引退を表明[88]。
- 10月24日 - 中日の大島康徳が広島市民球場での対広島25回戦の三回表に池谷公二郎から23号本塁打を打ち、木俣達彦の持つ285本を更新する通算286本塁打の球団新記録となった[89]。
- 10月27日
  - 【MLB】ワールドシリーズでロイヤルズがカージナルスを4勝3敗で下し、1969年の球団創設以来初のワールドチャンピオンに輝く。シリーズMVPはブレット・セイバーヘイゲン。
  - 【MLB】ニューヨーク・ヤンキースのオーナーのジョージ・スタインブレナーが監督のビリー・マーチンを解任し、打撃コーチのルー・ピネラが就任すると発表。
- 10月28日 - 沢村栄治賞の選考委員会が東京・芝の東京グランドホテルで正午から開かれ、中日の小松辰雄を選出[90]。
- 10月31日 - 阪急は野球解説者の植村義信が一軍投手コーチ就任、また中沢伸二が現役を引退しバッテリーコーチに就任したと発表[91]。

### 11月
- 11月2日
  - 日本シリーズ第6戦が西武球場で行われ、阪神が西武に9-3で勝利し4勝2敗で球団創設以来初の日本一達成。シリーズMVPはランディ・バース[92]。
  - 巨人は定岡正二を都内のホテルに呼び、トレードを通告したが、定岡がトレードを拒否し引退を申し出て、球団に了承される[93]。
- 11月3日 - 広島はコーチの阿南準郎が新監督に就任したと正式に発表[94]。
- 11月5日
  - プロ野球のセ・パ両リーグはペナントレース表彰選手を発表し、最優秀選手にセは阪神のランディ・バース、パは落合博満を選出。新人王はセが川端順、パは熊野輝光を選出[95]。
  - 阪神は8月に日航機墜落事故で死去した球団社長の故中埜肇の後任に、球団代表の岡崎義人が代表兼任で就任したと発表[96]。
- 11月8日
  - 西武は東京・池袋のサンシャインシティビル54階の球団事務所にて午後零時10分より記者会見し、監督の広岡達朗が退任すると発表[97]。
  - 巨人は、近鉄へのトレードを拒否した定岡正二を任意引退選手として公示[98]。
- 11月12日 - 西武は井上弘昭を任意引退とした[99]。
- 11月13日 - 1985年度の正力松太郎賞の選考が午後0時半から東京・内幸町の帝国ホテルにて行われ、阪神監督の吉田義男を選出[100]。
- 11月14日
  - 日本プロ野球選手会が東京地方労働委員会から労働組合としての資格証明書を受ける[101]。
  - パ・リーグ理事会が京都の新都ホテルにて開かれ、来季の公式戦の方式を検討し、1972年以来の1シーズン制とすることを決定[102]。
- 11月20日 - プロ野球ドラフト会議が東京・九段のホテルグランドパレスにて午前11時より行われ、KKコンビで注目を集めたPL学園の清原和博は6球団の競合の末に西武が交渉権を獲得。一方、早稲田大学進学が有力だった桑田真澄は巨人が1位単独指名で交渉権を獲得[103]。
- 11月23日 - 中日は堂上照、大河原栄の任意引退、平田恒男の自由契約を発表[104]。
- 11月25日
  - ロッテは田村勲を南海へ金銭トレードすると発表[105]。
- 11月26日 - 巨人の石渡茂が球団事務所を訪れ、体力的な限界を理由に引退を申し入れる[106]。
- 11月28日
  - 近鉄の有田修三と巨人の淡口憲治・山岡勝の交換トレードが成立したと近鉄、巨人両球団が正式に発表[107]。
  - 西武の作戦コーチの黒江透修が退団を発表[108]。

### 12月
- 12月5日
  - 巨人は西武から高橋直樹を金銭トレードで獲得したと発表[109]。
  - 西武は午後5時より球団事務所にて、野球評論家の森昌彦が新監督に就任したと正式に発表[110]。
- 12月7日 - 阪急の吉沢俊幸と南海の中出謙二のトレードが成立したと阪急と南海が発表[111]。
- 12月10日 - 近鉄は平野光泰を自由契約にしたと発表[112]。
- 12月23日 - 日本ハムは村上雅則が二軍投手コーチに就任したと発表[113]。
- 12月26日 - 近鉄の加藤英司が金銭トレードでの巨人への移籍を近鉄、巨人両球団が発表[114]。

## 誕生

### 1月
- 1月7日 - 野原祐也
- 1月12日 - クリス・ハッチャー
- 1月15日 - 鈴木誠
- 1月15日 - 藤原紘通
- 1月23日 - ジェフ・サマージャ
- 1月28日 - ブランドン・ガイヤー
- 1月28日 - 谷元圭介

### 2月
- 2月9日 - ダン・オテロ
- 2月9日 - 小林憲幸
- 2月14日 - タイラー・クリッパード
- 2月14日 - 大谷智久
- 2月20日 - ライアン・スウィーニー
- 2月23日 - 神戸拓光

### 3月
- 3月2日 - バド・ノリス
- 3月12日 - 藤岡好明
- 3月12日 - アンダーソン・ゴメス
- 3月15日 - ジョン・ジェイ
- 3月15日 - 飯田龍一郎
- 3月26日 - 川頭秀人
- 3月28日 - マーク・マランソン

### 4月
- 4月1日 - ダニエル・マーフィー
- 4月5日 - 古川祐樹
- 4月6日 - 加治前竜一
- 4月9日 - デビッド・ロバートソン
- 4月10日 - 籾山幸徳
- 4月12日 - 小窪哲也
- 4月12日 - アドニス・ガルシア
- 4月14日 - 小島昌也（+ 2011年）
- 4月15日 - 黒瀬春樹
- 4月20日 - 篠田純平
- 4月26日 - ショーン・ロドリゲス
- 4月26日 - 中川裕貴
- 4月28日 - 松川誉弘
- 4月29日 - オースティン・ビベンス＝ディルクス

### 5月
- 5月4日 - 坂井遼太郎
- 5月9日 - 市川友也
- 5月10日 - 生山裕人
- 5月10日 - 西村健太朗
- 5月15日 - 田中慎太朗
- 5月20日 - 村田透
- 5月21日 - アンドリュー・ミラー
- 5月21日 - 木村雄太
- 5月21日 - 長谷部康平
- 5月22日 - 林彦峰
- 5月22日 - リック・バンデンハーク
- 5月23日 - マイク・ダン
- 5月23日 - 山内敬太
- 5月25日 - エリック・ヤング・ジュニア
- 5月27日 - 堂上剛裕
- 5月27日 - 姜建銘
- 5月30日 - フェルナンド・サラス
- 5月30日 - トニー・ワトソン
- 5月31日 - 杉原洋

### 6月
- 6月1日 - アレッサンドロ・マエストリ
- 6月2日 - 宮西尚生
- 6月3日 - 髙田周平
- 6月4日 - 加藤幹典
- 6月6日 - トリスタン・マグナソン
- 6月13日 - ペドロ・ストロップ
- 6月15日 - マイク・ファイヤーズ
- 6月19日 - ブレイク・パーカー
- 6月22日 - 伊志嶺忠
- 6月24日 - 高崎健太郎
- 6月27日 - 大場翔太

### 7月
- 7月1日 - 平岡政樹
- 7月1日 - 山内壮馬
- 7月3日 - 小林賢司
- 7月4日 - ジャレッド・ヒューズ
- 7月9日 - 谷哲也
- 7月9日 - 山田裕司
- 7月13日 - 内竜也
- 7月21日 - 陳偉殷
- 7月23日 - 金子圭輔
- 7月23日 - 村田和哉
- 7月24日 - 金森敬之
- 7月25日 - アレックス・プレスリー

### 8月
- 8月1日 - アダム・ジョーンズ
- 8月4日 - 榊原諒
- 8月12日 - ザック・コザート
- 8月12日 - 石川俊介
- 8月14日 - エスミル・ロジャース
- 8月15日 - 川口盛外
- 8月16日 - ダリック・バートン
- 8月16日 - 松坂健太
- 8月18日 - 土屋朋弘
- 8月19日 - ジョシュ・フィールズ
- 8月26日 - 関口雄大
- 8月29日 - マーク・ゼプチンスキー

### 9月
- 9月2日 - 小瀬浩之（+ 2010年）
- 9月4日 - 山本哲哉
- 9月6日 - ミッチ・モアランド
- 9月6日 - 坂克彦
- 9月7日 - ウェイド・デービス
- 9月10日 - ニール・ウォーカー
- 9月10日 - アンソニー・スウォーザック
- 9月10日 - 久米勇紀
- 9月13日 - 吉田幸央
- 9月14日 - デルモン・ヤング
- 9月18日 - 松山竜平
- 9月19日 - ジオ・ゴンザレス
- 9月20日 - イアン・デズモンド
- 9月21日 - 柴田誠也
- 9月24日 - 城所龍磨
- 9月27日 - 岡本洋介

### 10月
- 10月2日 - 白仁田寛和
- 10月2日 - 渡部龍一
- 10月6日 - アンドリュー・アルバース
- 10月7日 - エバン・ロンゴリア
- 10月7日 - 大城祐二
- 10月7日 - 小嶋達也
- 10月13日 - 土本恭平
- 10月13日 - 成瀬善久
- 10月17日 - カルロス・ゴンザレス
- 10月18日 - ヨエニス・セスペデス
- 10月21日 - 荻野貴司
- 10月28日 - 須永英輝
- 10月29日 - 桑原謙太朗
- 10月31日 - 白濱裕太

### 11月
- 11月1日 - パウロ・オルランド
- 11月3日 - 聖澤諒
- 11月8日 - ダーウィン・バーニー
- 11月9日 - 大島洋平
- 11月13日 - アズドルバル・カブレラ
- 11月20日 - グレッグ・ホランド
- 11月20日 - 藤井宏海
- 11月22日 - アダム・オッタビーノ
- 11月22日 - 金無英
- 11月26日 - マット・カーペンター
- 11月26日 - 小宮山慎二
- 11月29日 - 佐藤弘祐
- 11月30日 - ルイス・バルブエナ（+ 2018年）

### 12月
- 12月4日 - カルロス・ゴメス
- 12月8日 - 小杉陽太
- 12月8日 - ジョシュ・ドナルドソン
- 12月10日 - 榎本敏孝
- 12月17日 - フェルナンド・エイバッド
- 12月24日 - アンドリュー・ロマイン
- 12月25日 - 鈴江彬

## 死去
- 1月3日 - 尾張久次（スコアラー第1号〈南海・西武〉、*1909年）
- 1月4日 - 久保寺雄二（南海ホークス現役選手、*1958年）
- 1月29日 - 野村武史（毎日オリオンズ元選手、* 1919年）
- 3月19日 - 永沢富士雄（東京巨人軍元選手、*1904年）
- 3月29日 - 成田啓二（国鉄スワローズ元選手、* 1919年）
- 4月10日 - 田中義雄（阪神タイガース元選手・監督、*1909年）
- 5月13日 - 加藤昌利（パ・リーグ審判員、*1935年）
- 8月12日 - 中埜肇（阪神タイガース球団社長、*1922年）
- 8月12日 - 竹下元章（広島カープ元選手、* 1937年）

　 ※以上2名は日本航空123便墜落事故の犠牲者
- 10月24日 - 永田雅一（元オリオンズオーナー、*1906年）
- 12月14日 - ロジャー・マリス（1961年にシーズン61本塁打を記録。*1934年）